# Wypychów (Polichna)
Wypychów – zniesiona część wsi Polichna w Polsce, położona w województwie lubelskim, w powiecie kraśnickim, w gminie Szastarka.
W latach 1975–1998 Wypychów administracyjnie należał do województwa tarnobrzeskiego.
Nazwę części wsi zniesiono w 2023 r..